# 佐野藤三郎
佐野 藤三郎（さの とうざぶろう 、1923年（大正12年）11月25日 - 1994年（平成6年）3月25日）は、新潟県の土地改良事業の功労者。

## 来歴と人物
1923年（大正12年）　旧石山村中木戸（現在の新潟市東区中木戸）の小作農家の父慶造、母シゲノの間に誕生。
1929年（昭和4年）　石山村第三尋常小学校（現在の新潟市立木戸小学校）入学。
1941年（昭和16年）　国鉄新潟鉄道教習所へ入所。1946年（昭和21年）2月ミツイと結婚。終戦後、農民組合に参加し、全国最年少で農地委員に就任。
1951年（昭和26年）　亀田郷土地改良区総代に選出され、1955年（昭和30年）、同理事長就任。芦沼と呼ばれるほどの湿地帯であった亀田郷の乾田化と、乾田化後の農業技術の確立に努めた。
1976年（昭和51年）から度々訪中し、中国東北部黒龍江省の三江平原をはじめとする農業開発の技術指導の中心者となった。
1978年（昭和53年）に亀田郷農民友好訪中団として北京に滞在していたとき、当時の王震副総理からの依頼で中国の三江平原の土地改良に取り組んだ。佐野は日本で民間調査団（この時、佐野の誘いで日中技術交流に参加した中に奥村俊二や中山輝也がいた）を結成して、調査に着手する。依頼を受けたのは日中国交正常化（1972年）から7年後のことで、経済援助の仕組みがなかったが、佐野は日本政府に働きかけ、竜頭橋ダム建設への30億円の円借款供与を引き出した。
1994年3月24日　農林水産大臣賞（ダイヤモンド賞）を受賞後くも膜下出血で倒れ、翌3月25日、亡くなった。
竜頭橋ダム建設工事は2002年に供用開始された。大河川（アムール川、松花江、ウスリー川）が合流する広大な三江平原は、不毛の大地「北大荒」から「北大倉」と呼ばれる一大穀倉地帯となった。佐野はこの事業を通じて、新潟市とハルビン市の友好都市、新潟県と黒龍江省の友好県省提携にも協力した。
2010年10月29日　佐野藤三郎記念 食の新潟国際賞が創設される。
2024年3月26日　新潟市名誉市民を追贈された。

## 栄誉歴
- 1979年（昭和54年） 農林大臣表彰受賞
- 1984年（昭和59年） 黄綬褒章受章
- 1992年（平成4年） 第10回アジア・アフリカ賞、新潟市政功労賞受賞
- 1993年（平成5年） 第1回環日本海新潟賞制定記念特別賞受賞
- 1994年（平成6年） 農林水産大臣賞（ダイヤモンド賞）、正六位勲四等瑞宝章受章